# BAG Buchhändler-Abrechnungs-Gesellschaft
Die BAG Buchhändler-Abrechnungsgesellschaft ist ein Dienstleister für die Buchbranche. Ursprünglich als Genossenschaft gegründet, wurde sie 1956 in eine GmbH gewandelt, 2010 in die BAG Buchhändler-Abrechnungsgesellschaft mbH & Co. KG überführt und ist seit 2014 ein selbstständiger Geschäftsbereich der Buchwert GmbH & Co. KG, Bielefeld. Mit ihrer Kern-Dienstleistung, dem Clearing bzw. der Zentralregulierung, komprimiert die BAG mehrere Millionen Rechnungen im Jahr auf 24 Sammelabrechnungen für Buchhändler und Verlage und erleichtert somit auf beiden Seiten den buchhalterischen Verwaltungsaufwand.

## Funktionsweise
Zentrale Leistung der BAG ist die Bündelung des Abrechnungs- und Zahlungsverkehrs zwischen Buchhandlungen und Verlagen. Die Verlage reichen ihre Rechnungen auf elektronischem Wege bei der BAG ein, diese werden gesammelt und auf zwei monatliche Abrechnungen komprimiert, sodass der Buchhändler anstatt mehrere Hundert Einzelrechnungen nur noch zwei per Monat zu bezahlen hat. Die Buchhändler zahlen den ausgewiesenen fälligen Sammelbetrag aus der BAG-Abrechnung an die BAG. Der Verlag wiederum erhält seinen Geldbetrag nicht vom Buchhändler, sondern durch die BAG. Die Vorteile dieses Abrechnungsweges über die BAG sind einleuchtend: der Verlag muss anstatt unzähliger Einzelrechnungen nur noch 2 Sammelabrechnungen buchen, hat entsprechend weniger Gebühren für die Bank-Kontoführung und außerdem eine planbare Liquidität, da seine Rechnungsforderungen immer pünktlich beglichen werden. Für den Buchhändler gelten die gleichen Vorteile: erhebliche Verringerung des buchhalterischen Aufwandes, Einsparung bei den Kontoführungsgebühren, da statt vieler Einzelbuchungen nur noch 2 Sammelabbuchungen stattfinden; außerdem bekommen die am BAG-Abrechnungsverfahren teilnehmenden Buchhändler zusätzlich zu den von den Verlagen gewährten Zahlungskonditionen wie Skonti oder Valuten generell 14 Tage mehr Zeit, um ihre Verbindlichkeiten zu bezahlen. Zentrale und unverzichtbare Voraussetzung der BAG-Abrechnung ist die sogenannte BAG-Nummer, in der Regel identisch mit der buchhändlerischen Verkehrsnummer, welche die teilnehmenden Buchhandlungen und Verlage eindeutig identifiziert.

## Geschichte
| Datum | Ereignis |
| ----- | --- |
| 1922  | Gründung der „Abrechnungs-Genossenschaft“ Deutscher Buchhändler e.G.m.b.H. in Berlin; Sitz der BAG in Leipzig (1. Dezember 1922) |
| 1929  | bereits 2580 Teilnehmer, davon 911 Verleger und 1669 Buchhandlungen |
| 1941  | Zusammenbruch der Buchbranche und folglich auch der BAG durch den Zweiten Weltkrieg |
| 1953  | Wiedergründung der BAG – Buchhändler-Abrechnungs-Genossenschaft (Anzahl der Sortimenter: 622; Anzahl Verlage: 311) (28. September 1953) |
| 1956  | Änderung der Rechtsform: BAG Buchhändler-Abrechnungsgesellschaft m.B.H. |
| 1963  | Einführung der Verkehrsnummer als allgemeine Identifikationsnummer innerhalb der Buchbranche |
| 1966  | BAG rechnet zum ersten Mal auch Lernmittel für das Bundesland Nordrhein-Westfalen ab |
| 1972  | Zahl der BAG-Teilnehmer hat sich stetig erhöht (Anzahl der Sortimenter: 3362; Anzahl Verlage: 877) (31. Dezember 1972) |
| 2007  | Verkauf der Geschäftsanteile an die MVB Marketing- und Verlagsservice des Buchhandels GmbH, eine Wirtschaftstochter des Börsenverein des Deutschen Buchhandels e.V. |
| 2010  | Ausgliederung des operativen Geschäftes auf die neue „BAG“ der BAG Buchhändler-Abrechnungsgesellschaft mbH & Co. KG und Erwerb dieser Anteile durch die DZB Bank GmbH. Die BAG wird Korrespondierendes Mitglied im Börsenverein des Deutschen Buchhandels. |
| 2011  | Start des neuen BAG-Abrechnungsverfahrens |
| 2012  | Die BAG wird 90 Jahre. |
| 2014  | Gründung der Buchwert GmbH & Co. KG durch die DZB Bank GmbH, Mainhausen und die EK/servicegroup eG, Bielefeld. Die DZB Bank GmbH bringt in die Buchwert GmbH & Co. KG die „BAG“ (Clearing) und die EK/servicegroup eG die „Buch- und Marketing GmbH“ (Delkredere-Abrechnung) als jeweils selbständige Geschäftsbereiche ein. Seither können beide Abrechnungsarten unter einem Dach angeboten werden. Die technische Abwicklung beider Abrechnungsarten übernimmt die DZB Bank GmbH. Sitz der Buchwert GmbH & Co. KG ist Frankfurt a. M. |
| 2016  | Verlegung des Sitzes der Buchwert GmbH & Co. KG mit ihren beiden Geschäftsbereichen „BAG“ (Clearing) und „Verbund“ (Delkredereabrechnung) nach Bielefeld. |

## Dienstleistungsspektrum
Seit dem Erwerb der Anteile der BAG durch die DZB Bank GmbH im Jahre 2010 baut die Abrechnungsgesellschaft ihr Angebot an Finanzdienstleistungen aus. Mittlerweile bietet die BAG neben dem Clearing bzw. der Zentralregulierung auch Finanzdienstleistungen, wie die Schulbuchstundungen für Buchhandlungen und Vorfälligkeitsauszahlungen für Verlage an. Auch als Teil der Buchwert GmbH & Co. KG versteht sich der BAG als Dienstleister, der die buchhalterischen Prozesse in Buchhandel und Verlag zu optimieren und ihr Angebot regelmäßig an die aktuellen Bedürfnisse der Buchbranche anzupassen und weiter auszubauen.